# Kang Un-ju
Kang Un-ju (1 februari 1995) is een Noord-Koreaans boogschutster.

## Carrière
Kang nam in 2016 deel aan Olympische Spelen waar ze in de eerste ronde won van Sarah Nikitin, in de tweede ronde van Christine Bjerendal maar verloor in de derde ronde van Chang Hye-jin die later Olympisch kampioen werd. Ze won in 2018 zilver in de gemengde competitie op de Aziatische Spelen.

## Erelijst

### Aziatische Spelen
- 2018:  Jakarta (gemengd)